# Tour de France 1903
Tour de France 1903 var den første udgave Tour de France. Løbet var arrangeret og sponsoreret af avisen L'Auto, som var en forgænger til sportsavisen l'Équipe. 
Cykelløbet var inspireret af begrebet tour i litteraturen og specielt af en bog ved navn Tour de France par Deux Enfants hvori to drenge gør en rundrejse i Frankrig. Det var journalisten Géo Lefèvre der forslog løbet til sin redaktør Henri Desgrange under en frokost på Café de Madrid i Paris den 20. november 1902. Cafeen har skiftet navn flere gange siden og nogle kilder angiver den til at have heddet Taverne Zimmer. Det første Tour de France blev annonceret januar 1903 og avisen håbede med sit sponsorat at øge sit oplag på sammen måde, som andre aviser havde gjort. 
Første etape af løbet blev kørt 1. juli og løbet sluttede 19. juli. I modsætningen til moderne udgaver af løbet med omkring 20 etaper, havde Tour de France 1903 kun 6 etaper. Disse var til gengæld væsentlig længere end nutidens. Løbets længste etape var sidste etape fra Nantes til Paris på 467 km og den korteste var 4. etape fra Toulouse til Bordeaux på 268 km. Den gennemsnitlige etapelængde i Tour de France 2004 var til sammenligning 171 km. 60 ryttere stillede til start og 21 gennemførte løbet. Vinderen vandt 3000 franc svarende til ca. 200.000 nutidskroner.
Géo Lefèvre var under løbet både direktør, dommer og tidtager mens Henri Desgrange var directeur-général selv om han dog ikke fulgte løbet. 
I modsætning til nyere udgaver af Tour de France var der ingen hold. Alle stillede op individuelt og måtte betale en startafgift på 10 franc. Desuden var der den forskel, at ryttere som gav op på en etape gerne måtte stille op til den følgende etape. Ryttere der gav op, men startede på næste etape blev dog ikke indregnet i klassementet. Hippolyte Aucouturier gav eksempelvis op på første etape, men vandt siden 2. og 3. etape. Ligeledes gennemførte vinderen af 4. etape, Charles Laeser, ikke 3. etape. 
Samlet vinder blev Maurice Garin med tiden 94 timer, 33 minutter og 14 sekunder. Lucien Pothier sluttede på andenpladsen 2 timer, 49 minutter og 21 sekunder efter, mens Fernand Augereau sluttede som nummer 3 4 timer, 29 minutter og 24 sekunder efter Maurice Garin.  Lanterne rouge (den dårligst placerede fuldfører) blev Arsène Millocheau 64 timer, 57 minutter og 8 sekunder efter Maurice Garin.

## Etaper
| Etape | Strækning            | Km  | Etapevinder           | Samlet        |
| ----- | -------------------- | --- | --------------------- | ------------- |
| 1     | Paris - Lyon         | 467 | Maurice Garin         | Maurice Garin |
| 2     | Lyon – Marseille     | 374 | Hippolyte Aucouturier | Maurice Garin |
| 3     | Marseille – Toulouse | 423 | Hippolyte Aucouturier | Maurice Garin |
| 4     | Toulouse – Bordeaux  | 268 | Charles Laeser        | Maurice Garin |
| 5     | Bordeaux – Nantes    | 425 | Maurice Garin         | Maurice Garin |
| 6     | Nantes – Paris       | 471 | Maurice Garin         | Maurice Garin |

## Resultater
| Sammenlagt             | Samlet tid |
| ---------------------- | ---------- |
| 1. Maurice Garin       | 94:33.14   |
| 2. Lucien Pothier      | +2:49.21   |
| 3. Fernand Augereau    | +4:29.24   |
| 4. Rodolphe Muller     | +4:39.30   |
| 5. Jean Fischer        | +4:58.44   |
| 6. Marcel Kerff        | +5:52.24   |
| 7. Julien Lootens      | +9:31.08   |
| 8. Georges Pasquier    | +10:24.04  |
| 9. François Beaugendre | +10:52.14  |
| 10. Aloïs Catteau      | +12:44.57  |
| 11. Jean Dargassies    | +13:49.10  |
| 12. Ferdinand Payan    | +19:09.02  |
| 13. Julien Girbe       | +23:16.52  |
| 14. Lechartier         | +24:05.13  |
| 15. Josef Fischer      | +25:14.26  |
| 16. A. Foureaux        | +31:50.52  |
| 17. René Salais        | +32:34.43  |
| 18. Emile Moulin       | +49:43.14  |
| 19. Georges Borot      | +51:37.38  |
| 20. Pierre Desvages    | +62:53.54  |
| 21. Arsène Millocheau  | +64:57.08  |